# Episodi di Da un giorno all'altro (quarta stagione)
La quarta stagione della serie televisiva Da un giorno all'altro è stata trasmessa in anteprima negli Stati Uniti d'America dalla Lifetime tra il 15 luglio 2001 e il 10 marzo 2002.
| nº | Titolo originale                    | Titolo italiano | Prima TV USA     | Prima TV Italia |
| -- | ----------------------------------- | --------------- | ---------------- | --------------- |
| 1  | Don't Forget to Take Out Your Teeth |                 | 15 luglio 2001   |                 |
| 2  | No More Forever                     |                 | 22 luglio 2001   |                 |
| 3  | Everyone Deserves to Be Loved       |                 | 29 luglio 2001   |                 |
| 4  | Don't Give Up                       |                 | 5 agosto 2001    |                 |
| 5  | One Hour of Drama                   |                 | 12 agosto 2001   |                 |
| 6  | No Place in This World              |                 | 19 agosto 2001   |                 |
| 7  | Peace of Mind                       |                 | 26 agosto 2001   |                 |
| 8  | The Contest                         |                 | 9 settembre 2001 |                 |
| 9  | This Is Not Foreplay, This Is War   |                 | 21 ottobre 2001  |                 |
| 10 | Blinded by the White                |                 | 28 ottobre 2001  |                 |
| 11 | Rebel with a Cause                  |                 | 11 novembre 2001 |                 |
| 12 | Stay of Execution                   |                 | 18 novembre 2001 |                 |
| 13 | Still My Little Soldier             |                 | 2 dicembre 2001  |                 |
| 14 | It's Not Karma, It's Life           |                 | 9 dicembre 2001  |                 |
| 15 | The Real Thing                      |                 | 6 gennaio 2002   |                 |
| 16 | In Too Deep                         |                 | 13 gennaio 2002  |                 |
| 17 | Call Him Macaroni                   |                 | 20 gennaio 2002  |                 |
| 18 | Truth Hurts                         |                 | 27 gennaio 2002  |                 |
| 19 | Boys Will Be Boys                   |                 | 17 febbraio 2002 |                 |
| 20 | Let the Games Begin                 |                 | 3 marzo 2002     |                 |
| 21 | Just the Beginning (Part 1)         |                 | 10 marzo 2002    |                 |
| 22 | Just the Beginning (Part 2)         |                 | 10 marzo 2002    |                 |